# Adel Nefzi
Adel Nefzi (* 16. März 1974 in Béja) ist ein ehemaliger tunesischer Fußballtorhüter, der zuletzt bei Club Africain in Tunesien spielte. Außerdem spielte er für die tunesische Nationalmannschaft.

## Karriere

### Vereinskarriere
Nefzi begann seine Karriere bei seinem Heimatverein Olympique Béja, wo er von 1994 bis 2005 spielte. Bei Olympique Béja. Im Juni 2005 wechselte er zu US Monastir, wo er in der Saison 2005/2006 half, den fünften Platz zu erreichen. In der darauffolgenden Saison 2006/2007 führte er den Verein zu seiner bis dato besten Platzierung in der Vereinsgeschichte und qualifizierte sich erstmals für einen afrikanischen Wettbewerb. Im Jahr 2007 wurde er von Club Africain als Stammtorwart verpflichtet, um den scheidenden Ali Boumnijel zu ersetzen, der im Sommer 2007 seine Karriere beendete. In der Hauptstadt Tunis etablierte er sich sofort als Stammtorwart und gewann 2008 die Meisterschaft sowie den nordafrikanischen Champions Cup 2008 und 2010.
Am 16. März 2008, an seinem 34. Geburtstag, stellte er bei einem 1:0-Sieg gegen seinen Jugendverein Olympique Béja einen neuen Rekord in der tunesischen Liga auf, indem er 1269 Minuten ohne Gegentor spielte. Der bisherige Rekord, der von Boubaker Ezzitouni, ebenfalls ein ehemaliger Torhüter des Club Africain, in der Saison 1995/1996 aufgestellt wurde, lag bei 1004 Minuten ohne Gegentor. In der Saison 2007/08 wurde Adel Nefzi Meister und kassierte nur 11 Tore.

### Nationalmannschaft
Er vertrat bei der Fußball-Weltmeisterschaft 2006 in Deutschland als dritter Torhüter sein Land. Erster Torhüter Tunesiens war in der WM 2006 Ali Boumnijel, gefolgt von Hamdi Kasraoui. Im Jahr 2012 beendete er seine Laufbahn.

## Erfolge
- Championnat de Tunisie: 2008
- Nordafrikanischer Champions Cup: 2008, 2010